# Himawari (Mr.Childrenの曲)
『himawari』（ヒマワリ）は、日本のバンド・Mr.Childrenの37枚目のシングル。2017年7月26日にトイズファクトリーより発売された。

## 背景・制作
2016年、Mr.Childrenはバンド・ヒカリノアトリエとしてホールツアー『Mr.Children Hall Tour 2016 虹』を開催（ヒカリノアトリエ#背景参照）。桜井和寿曰く、これまでより「演奏することに重きを置いた」パフォーマンスを行なっていた。翌2017年にも同様のホールツアー『Mr.Children Hall Tour 2017 ヒカリノアトリエ』の開催も決定していたが、桜井は演奏に関して、2016年末頃にはホールツアーと「別の方向にも行きたくなった」という。その理由として、インタビューで次のように答えている。
| 「                                                                                                 | やはりもっと、エモーショナルなものに惹かれていったというか…。もともと僕が個人的に好きなライブというのは、「あ、この人達、素敵なライブをやったな、でも明日も来週も、他のところでもやっていくんだろうな」というのが見える人達よりも、「今日、この人達、ここで終わっちゃうんじゃない?」という、そんな人達だったりもして、そう在りたいとも思い続けてきたけど、ホールは敢えて、そうじゃないほうへシフトしてやってたのもあるし、だからでもあるんでしょうけど。 | 」 |
| —桜井和寿（『Mr.Children DOME & STADIUM TOUR 2017 Thanksgiving 25 オフィシャルパンフレット』より） | |    |

一方、表題曲「himawari」のデモテープは2016年の秋には存在しており、現在のものより少しメロウなアレンジであった。当初はアレンジの方向性についても、桜井はポップにするかロック寄りにするか悩んでいたが、試行錯誤の末現在のようなアグレッシブなアレンジになったという。そのため、バンド・ヒカリノアトリエのメンバーはSUNNYを除き本楽曲のレコーディングには参加していない。また、ストリングスには6thアルバム『BOLERO』以来20年ぶりに弦一徹ストリングスが参加している。本楽曲の制作過程およびレコーディングの模様は、本作の初回限定盤付属のDVDに収録されている。

## 音楽性
表題曲「himawari」について、桜井和寿は「優しいんだけど激しくて、まっすぐなんだけどねじ曲がってて、醜いんだけど美しい――そんな相反する想いを、この曲の中に投げ込みました」、「柔らかさと、切なさと、アグレッシブさ、エモーショナルな部分っていうのがものすごくいい感じでパッケージできた曲だと思っています」と発言している。元々は化粧品会社のCMソングの依頼を受け書き始めていた楽曲で、桜井はその際に浮かんだ「死に化粧」という歌詞を変えたくなかったためそのオファーを断っていた。その後、映画『君の膵臓をたべたい』主題歌の依頼があり、本楽曲と原作の世界観がリンクしていたことから、歌詞を大きく変えることもなく採用したという。桜井は「奇跡的な一致」だったと振り返っている。
本作のカップリング曲として、ライブ音源4曲に加え、新曲「忙しい僕ら」が収録されている。さらに、前作『ヒカリノアトリエ』に引き続きシークレットトラックが収録されている。

## リリース・プロモーション
初回限定盤と通常盤の2形態で発売。紙ジャケット仕様となっている。初回限定盤はCD+DVD、通常盤はCDのみ。DVDには、表題曲「himawari」の制作過程を追った映像『Documentary Of himawari』と、Mr.Childrenのメジャー・デビュー25周年記念日である2017年5月10日に開催されたホールツアー『Mr.Children Hall Tour 2017 ヒカリノアトリエ』名古屋国際会議場センチュリーホール公演で披露された「君がいた夏」のライブ映像が収録されている。また、DVDの記録面にはひまわりと桜井和寿の写真がプリントされている。
前作『ヒカリノアトリエ』以来約半年ぶりとなるシングルで、メジャー・デビュー25周年記念第2弾作品と銘打たれている。CDシングルが年間に複数枚リリースされるのは2008年リリースの32ndシングル『GIFT』と33rdシングル『HANABI』以来約9年ぶりとなり、シングルで初回限定盤と通常盤の2形態でリリースされるのは28thシングル『箒星』以来約11年ぶりとなる。また、Mr.Childrenにとって平成最後のCDシングルとなった。
同年8月4日、表題曲「himawari」およびカップリング曲「忙しい僕ら」のダウンロード配信がスタート。翌年の5月10日にはMr.Childrenの全シングル・アルバムのダウンロード・サブスクリプション配信が解禁されたことに伴い、両曲のサブスクリプション配信および残りのカップリング曲のダウンロード・サブスクリプション配信が開始された。ただし、シークレットトラックに関しては配信されていない。

## アートワーク
本作のアートディレクターは森本千絵が担当。ジャケットは「月明かり」「褪せたひまわり」「弾痕ある壁」がモチーフとなっており、実際に制作された壁にひまわりが描かれている。ジャケットのデザインについて、桜井和寿は「暗がりのひまわり」の要素を強く要求したという。ジャケットの写真は藤井保によるもの。

## 批評
ロッキング・オンの高橋智樹は、表題曲「himawari」について、桜井和寿の歌声が映画のストーリー性と寄り添いながらも、人間と生命に恋焦がれる根源的な情熱を聴く者すべての心に喚起し、「『今この瞬間を懸命に生きること』そのものを慈しむ想いを雄大なロックバラード」であると評価した。また、カップリング曲「忙しい僕ら」については、「非日常のポップ感ではなく『今、ここ』の日常そのものを美しいアンセムへと導いていくようなマジックに満ちている」とし、寓話の如きシンプルな歌詞と穏やかなメロディワークで、「心が忙しい僕たち・私たち」の日々を祝福するかのようである、と述べている。同じくカップリング曲として収録されているライブ音源も合わせ、本作について「『シングル』という言葉で語るのがもったいないくらいに、彼らの全方位的な充実ぶりを複層的に伝えてくれる1枚だ」と評価した。

## チャート成績
初週で約12.1万枚を売り上げ、2017年8月7日付のオリコン週間シングルチャート、およびBillboard JAPAN週間総合シングルチャート「Billboard Japan Hot 100」で共に初登場1位を獲得。前作『ヒカリノアトリエ』に続くシングル1位獲得で、シングル1位獲得数はアーティスト歴代8位の通算32作目となった。
表題曲「himawari」は、2018年5月10日の各ストリーミングサービスでの配信開始から約3年半後となる2021年10月に、総ストリーム数が3000万回を突破。日本レコード協会よりシルバー認定を獲得した。

## 収録曲
| 全作詞: 桜井和寿。 |                                                                      |           |                     |                  |                           |      |
| #                  | タイトル                                                             | 作詞      | 作曲                | 編曲             |                           | 時間 |
| 1.                 | 「himawari」                                                         | 桜井和寿  | 桜井和寿            | Mr.Children      | 弦編曲: 桜井和寿 & 弦一徹 | 5:57 |
| 2.                 | 「メインストリートに行こう（Hall Tour 2017 ヒカリノアトリエ）」      | 桜井和寿  | 桜井和寿 & 小林武史 | ヒカリノアトリエ |                           | 4:15 |
| 3.                 | 「PIANO MAN（Hall Tour 2017 ヒカリノアトリエ）」                     | 桜井和寿  | 桜井和寿            | ヒカリノアトリエ |                           | 4:46 |
| 4.                 | 「跳べ（Hall Tour 2017 ヒカリノアトリエ）」                          | 桜井和寿  | 桜井和寿            | ヒカリノアトリエ |                           | 6:38 |
| 5.                 | 「終わりなき旅 (2017.4.23 YOKOHAMA)」                                | 桜井和寿  | 桜井和寿            | Mr.Children      |                           | 7:22 |
| 6.                 | 「忙しい僕ら」                                                       | 桜井和寿  | 桜井和寿            | 世武裕子         |                           | 4:27 |
| 7.                 | 「I LOVE CD shops!」(シークレットトラック)                           | 桜井和寿  |                     |                  |                           | 0:25 |
| 8.                 | 「ファスナー（スガフェス! 2017.5.6 SAITAMA）」(シークレットトラック) | 桜井和寿  | 桜井和寿            | ヒカリノアトリエ |                           | 6:20 |
| 合計時間:          | 合計時間:                                                            | 合計時間: | 合計時間:           | 合計時間:        | 40:10                     |      |

| #         | タイトル                                                 | 作詞  | 作曲・編曲 | 時間  |
| --------- | -------------------------------------------------------- | ----- | ---------- | ----- |
| 1.        | 「Documentary Of himawari」                              |       |            | 19:51 |
| 2.        | 「君がいた夏 (25th Anniversary Day -2017.5.10 NAGOYA-)」 |       |            | 7:37  |
| 合計時間: | 合計時間:                                                | 27:28 |            |       |

## 楽曲解説
1. himawari
  - 東宝配給映画『君の膵臓をたべたい』主題歌。桜井和寿は「この物語の中にある苦しい程の美しさ、強さ、優しさ、残酷さ。それらを包み込みながらも更に拡がりを持って押し出していける、そんな音を探して探して、やっとのこと辿り着いた曲は、自分の想像を超え、また新しい力を与えてくれるものでした」と語っている。また、映画の原作者である住野よるは「桜良（さくら）をヒロインとしたこのお話の主題歌に夏の花のタイトルがついていたことに想像を悠々と超えられた感覚があったのですが、それ以上に、桜が散ってもその先に足を踏み出さなくてはならない、主人公やこの映画を観た全ての人にとってとても重要な曲になると感じています」とコメントを寄せている[28]。
  - 仮タイトルは「邪（よこしま）」[21]。
  - 発売に先立って行なわれたドーム・スタジアムツアー『Mr.Children DOME & STADIUM TOUR 2017 Thanksgiving 25』で初披露された[29]。
  - ミュージック・ビデオが制作されており、上記のドーム・スタジアムツアー最終日である9月9日よりMr.Childrenの公式YouTubeチャンネルで公開されている[30]ほか、ライブ・ビデオ『Mr.Children DOME & STADIUM TOUR 2017 Thanksgiving 25』に収録されている。クリエイティブ・ディレクターは丹下紘希が、監督は半崎信朗が務めた。全編アニメーション作品となっている[30]。本映像は8月5日に開催された上記のドーム・スタジアムツアーの日産スタジアム公演で本楽曲のスクリーン映像としても使用されたものの、より楽曲の肉体感を押し出すために翌日の公演からは使用が見送られた[31]。
  - 本作発売前の7月14日には、本楽曲のライブ・バージョンのミュージック・ビデオがMr.Childrenの公式YouTubeチャンネルで公開された[32]。監督は稲垣哲朗 (KITE Inc.) が務め[33]、上記のドーム・スタジアムツアーのライブ映像が使用されている。
2. メインストリートに行こう（Hall Tour 2017 ヒカリノアトリエ）
  - 3rdアルバム『Versus』収録曲。
  - 2017年5月12日の三重県文化会館大ホール公演での音源[13]。
3. PIANO MAN（Hall Tour 2017 ヒカリノアトリエ）
  - 13thアルバム『HOME』収録曲。
  - 2017年5月12日の三重県文化会館大ホール公演での音源[13]。
4. 跳べ（Hall Tour 2017 ヒカリノアトリエ）
  - 12thアルバム『I ♥ U』収録曲。
  - 2017年5月12日の三重県文化会館大ホール公演での音源[13]。
5. 終わりなき旅 (2017.4.23 YOKOHAMA)
  - 15thシングル。
  - 2017年4月23日に開催されたバンド・ONE OK ROCKのアリーナツアー『ONE OK ROCK 2017 "Ambitions" JAPAN TOUR』横浜アリーナ公演にゲストアーティストとして出演した際の音源。本ライブの舞台裏の模様は、ライブ・ビデオ『ONE OK ROCK 2017 "Ambitions" JAPAN TOUR』に収録されている。
6. 忙しい僕ら
  - 本楽曲について、桜井は「スケジュールが詰まっていて忙しいとか、そういうことではなくって、心がくるくる動いて、泣いたり笑ったり忙しい、って曲です」と紹介している[34]。
  - 前アルバム『REFLECTION』以降、最初に作られた楽曲で、2015年に開催されたドーム・スタジアムツアー『Mr.Children Stadium Tour 2015 未完』の最終公演となる京セラドーム大阪公演の直前に生まれた。同公演のリハーサルで桜井が本楽曲を弾き語りをしている映像が、ライブ・ビデオ『Mr.Children Stadium Tour 2015 未完』のエンドロールに収録されている[35]。
  - 2015年に開催されたZepp対バンツアー『Mr.Children 2マンLIVE』で初披露された[13]。
  - 本楽曲の編曲は世武裕子が担当。小林武史以外のアレンジャーが編曲を担当するのは、森俊之が2015年発売の18thアルバム『REFLECTION』収録曲「忘れ得ぬ人」を手掛けて以来2度目となる。
  - 『Mr.Children 2マンLIVE』で披露された時はシンプルなアレンジであった[21]が、本楽曲をカップリング曲として収録するにあたり桜井が世武に編曲を依頼することを提案。その理由について、桜井は前作『ヒカリノアトリエ』が主題歌として起用されたNHK連続テレビ小説『べっぴんさん』のサウンドトラックを世武が手掛けていたことを挙げている。桜井は、『NHK連続テレビ小説 べっぴんさん オリジナル・サウンドトラック Vol.2』に収録されている「ヒカリノアトリエ (Instrumental ver.)」のアレンジに感動し、本楽曲も世武のアレンジが合うと感じたと明かしている[36]。世武のアレンジについて、桜井は「歌とのバランスを考えながら全体の音楽を捉えてる人だから、安心して任せられました」[37]、田原健一は「世武さんからアレンジ案のデモテープをいただいて、ギターのフレーズもほんど独特な響きで、その世界観が僕にはないものだし、すごく魅力的だった」[25]と語っている。
  - レコーディングは2017年4月末に行なわれた[36]。
7. I LOVE CD shops!
  - シークレットトラック。前作『ヒカリノアトリエ』同様、約25秒間の無音トラックとなっている。
8. ファスナー（スガフェス! 2017.5.6 SAITAMA）
  - 10thアルバム『IT'S A WONDERFUL WORLD』収録曲。
  - シークレットトラック。2017年5月6日にさいたまスーパーアリーナで開催されたスガシカオ主催の音楽フェスティバル『スガシカオ 20th Anniversary スガフェス! 〜20年に一度のミラクルフェス〜』での音源。
  - 本楽曲は元々桜井がスガの影響を強く受け制作されており[38]、イベントの主催者でもあるスガがメインボーカルとして参加している。曲の前に桜井によるMC、曲の後にスガによるMCも収録されている。

## 参加ミュージシャン
- Mr.Children
  - 桜井和寿：Vocal & Guitar
  - 田原健一：Guitar
  - 中川敬輔：Bass
  - 鈴木英哉：Drums
- SUNNY：Keyboards (#1, #5)
- 弦一徹ストリングス：Strings (#1)
- 弦一徹：Strings (#1)
- ヒカリノアトリエ (#2 - #4, #8)
  - 桜井和寿：Vocal & Guitar
  - 田原健一：Guitar
  - 中川敬輔：Bass
  - 鈴木英哉：Drums
  - SUNNY：Keyboards & Back Vocal
  - 山本拓夫：Saxophone & Flute
  - icchie：Trumpet
  - 小春（from チャラン・ポ・ランタン）：Accordion
- スガシカオ：Vocal (#8)

## ライブ映像作品
| 曲名                                       | 作品名                                               |
| ------------------------------------------ | ---------------------------------------------------- |
| himawari                                   | Mr.Children DOME & STADIUM TOUR 2017 Thanksgiving 25 |
| himawari                                   | Mr.Children Tour 2018-19 重力と呼吸                  |
| himawari                                   | Mr.Children Dome Tour 2019 Against All GRAVITY       |
| ファスナー（スガフェス! 2017.5.6 SAITAMA） | スガフェス! 〜20年に一度のミラクルフェス〜           |

## 収録アルバム
- 『重力と呼吸』 (#1) - 新録されたアルバムバージョンで収録。
- 『Mr.Children 2015-2021 & NOW』 (#1) - 上記と同様のアルバムバージョンで収録。